# Dendrobium parciflorum
Dendrobium parciflorum är en orkidéart som beskrevs av Heinrich Gustav Reichenbach och John Lindley. Dendrobium parciflorum ingår i släktet Dendrobium, och familjen orkidéer. Inga underarter finns listade i Catalogue of Life.